# Емблема Уттаракханда
Емблема Уттаракханда — офіційна державна печатка, яка використовується урядом Уттаракханда і міститься на всій офіційній кореспонденції штату Уттаракханд. Він був прийнятий новосформованим Тимчасовим урядом Уттаракханда під час заснування штату 9 листопада 2000 року.

## Опис
Емблема Уттаракханда — це знак у формі ромба на білому тлі з синіми рамками, що підтримується стилізованими гірськими вершинами Гімалаїв із чотирма потоками, що спливають зліва направо. Державна емблема Індії, Левова капітель Ашоки, накладена на маленький червоний фон у її главі з національним девізом мовою деванаґгарі «सत्यमेव जयते» (Satyameva Jayate, на санскриті «Істина перемагає») представлено нижче. У нижній частині емблеми синім шрифтом написано «उत्तराखण्ड राज्य» (хінді означає «штат Уттаракханд»).

## Символізм
Червоний фон у верхній частині символізує кров активістів державності, які загинули під час руху за державність Уттаракханда, а білий фон символізує мирну природу народу Уттаракханду. Гори представляють географію та екологію Гімалайського штату, а чотири потоки представляють Ганг. Синій колір символізує чистоту води, яку приписують священним річкам Уттаракханд.

## Урядовий прапор
Уряд Уттаракханд може бути представлений прапором із зображенням емблеми штату на білому полі.